# Странн Ларсен, Йёрген
Йёрген Странн Ла́рсен (норв. Jørgen Strand Larsen; род. 6 февраля 2000, Халден, Эстфолл) — норвежский футболист, нападающий клуба «Вулверхэмптон Уондерерс» и сборной Норвегии.

## Клубная карьера
Странн Ларсен — воспитанник клуба «Сарпсборг 08». 21 мая 2017 года в матче против «Волеренги» он дебютировал в Типпелиге. Летом 2017 года Странн Ларсен на правах аренды перешёл в итальянский «Милан», но из-за высокой конкуренции так не смог дебютировать за основной состав и вернулся в «Сарпсборг 08». 14 апреля 2019 года в поединке против «Лиллестрёма» Йёрген забил свой первый гол за клуб.
В 2020 году Странн Ларсен перешёл в нидерландский «Гронинген». Сумма трансфера составила более 1 млн евро. 13 сентября в матче против ПСВ он дебютировал в Эредивизи. 25 октября в поединке против ситтардской «Фортуны» Йёрген забил свой первый гол за «Гронинген».
1 сентября 2022 года перешёл в испанскую «Сельту», подписав с клубом шестилетний контракт.

## Международная карьера
В 2017 году в составе юношеской сборной Норвегии Странн Ларсен принял участие в юношеском чемпионате Европы в Хорватии. На турнире он сыграл в матчах против команд Англии, Нидерландов и Украины. В поединке против нидерландцев Йёрген забил гол.
18 ноября 2020 года в матче Лиги наций в матче против сборной Австрии Странн Ларсен дебютировал за сборную Норвегии.

## Статистика

### Матчи Странна Ларсена за сборную Норвегии
| Матчи Странна Ларсена за сборную Норвегии | Матчи Странна Ларсена за сборную Норвегии | Матчи Странна Ларсена за сборную Норвегии | Матчи Странна Ларсена за сборную Норвегии | Матчи Странна Ларсена за сборную Норвегии | Матчи Странна Ларсена за сборную Норвегии |
| ----------------------------------------- | ----------------------------------------- | ----------------------------------------- | ----------------------------------------- | ----------------------------------------- | ----------------------------------------- |
| №                                         | Дата                                      | Соперник                                  | Счёт                                      | Голы Странна Ларсена                      | Соревнование                              |
| 1                                         | 18 ноября 2020                            | Австрия                                   | 1:1                                       | —                                         | Лига наций УЕФА 2020/2021                 |
| 2                                         | 24 сентября 2022                          | Словения                                  | 1:2                                       | —                                         | Лига наций УЕФА 2022/2023                 |
| 3                                         | 27 сентября 2022                          | Сербия                                    | 0:2                                       | —                                         | Лига наций УЕФА 2022/2023                 |
| 4                                         | 17 ноября 2022                            | Ирландия                                  | 2:1                                       | —                                         | Товарищеский матч                         |
| 5                                         | 25 марта 2023                             | Испания                                   | 0:3                                       | —                                         | Чемпионат Европы 2024 (отбор)             |
| 6                                         | 17 июня 2023                              | Шотландия                                 | 1:2                                       | —                                         | Чемпионат Европы 2024 (отбор)             |
| 7                                         | 7 сентября 2023                           | Иордания                                  | 6:0                                       | 1                                         | Товарищеский матч                         |
| 8                                         | 12 сентября 2023                          | Грузия                                    | 2:1                                       | —                                         | Чемпионат Европы 2024 (отбор)             |
| 9                                         | 12 октября 2023                           | Кипр                                      | 4:0                                       | —                                         | Чемпионат Европы 2024 (отбор)             |
| 10                                        | 16 ноября 2023                            | Фарерские острова                         | 2:0                                       | 1                                         | Товарищеский матч                         |
| 11                                        | 19 ноября 2023                            | Шотландия                                 | 3:3                                       | 1                                         | Чемпионат Европы 2024 (отбор)             |
| 12                                        | 22 марта 2024                             | Чехия                                     | 1:2                                       | —                                         | Товарищеский матч                         |
| 13                                        | 26 марта 2024                             | Словакия                                  | 1:1                                       | —                                         | Товарищеский матч                         |

Итого: 13 матчей / 3 гола; 5 побед, 3 ничьи, 5 поражений.